# Joryma brachysoma
Joryma brachysoma là một loài chân đều trong họ Cymothoidae. Loài này được Pillai miêu tả khoa học năm 1964.